# Улица краља Петра I у Смедереву
44° 39′ 57.35″ N 20° 55′ 25.49″ E / 44.6659306° С; 20.9237472° И
Улица краља Петра I (или краља Петра Првог) је једна од главних у граду Смедереву, претворена у пешачку зону. Ради се о главном шеталишту Смедереваца. У њој поред стамбених зграда старијег датума постоји мноштво разних кафића и пословних простора, па је улица пуна људи oд јутра па до касно у ноћ. Улица излази на главни градски трг (Трг републике), а другим делом излази на Дунав и његов кеј (Дунавски кеј). Недалеко се налази тржни центар Данубиус. Улица је добила назив по краљу Петру I Карађорђевић.